# Carl Wilhelm Cruse
Carl Wilhelm Cruse (* 25. September 1765 in Königsberg (Preußen); † 22. März 1834 in Mitau) war ein reformierter Prediger und Historiker.

## Leben
Sein Vater war Friedrich Jakob Cruse, seine Mutter Henrietta Philippina, geb. Stritzel. 1802 heiratete er Luise Gertrude Kupffer, aus dem Pastorat Zabeln. Er war Vater des Pharmakologen Carl Friedrich Wilhelm Cruse.
Seit 1791 war er Kabinettssekretär des Herzogs Peter von Kurland und von 1792 bis 1794 Lehrer der kurländischen Prinzessinnen in Würzau (Kurland). Ab 1799 wirkte Cruse als Professor der Geschichte am Gymnasium academicum (seit 1804 Gymnasium illustre) in Mitau, der Academia Petrina und war 1801/02 Prorektor.
Seit 1802 war er zugleich Prediger der reformierten Gemeinde. 1815 begegnet er als Mitstifter der Kurländischen Gesellschaft für Literatur und Kunst. Er trat 1819 gegen eine Förderung der Germanisierung der Letten auf.

## Publikationen
- Bemerkungen eines Weltbürgers über die Veränderung, welche das Jahr 1817 in den Jahrbüchern Kurlands merkwürdig macht
- Curland unter den Herzögen
- Festrede am Geburtstage Seiner Kaiserlichen Majestät Nikolaus I. : zur Feyer des dritten Sekularfestes der Übergabe der Augsburgischen Konfession den 25ften Julius A.St. 1830 im grossen Hörsaale des Gymnasii illustris zu Mitau
- Gelegenheitsschrift zur Ankündigung des Lehrganges auf dem Gymnasio illustri zu Mitau für das Jahr 1816.
- Kurlands Schicksal